# J. C. Chandor
Jeffrey McDonald Chandor, noto come J. C. Chandor (Morristown, 24 novembre 1973), è un regista e sceneggiatore statunitense.

## Biografia

### Gli inizi
Nato nel New Jersey, cresciuto a Basking Ridge, si diploma nel 1992 alla Ridge High School. Nel 1996 si laurea al College di Wooster, in Ohio, e successivamente studia cinema presso la New York University. Per quindici anni ha lavorato come regista di spot pubblicitari e nella produzione di documentari.

### Regista cinematografico
Nel 2011 dirige il suo primo lungometraggio, Margin Call, film incentrato sulla grande recessione, che è stato presentato in anteprima al Sundance Film Festival 2011 e in concorso alla 61ª edizione del Festival di Berlino, e ha raccolto numerosi riconoscimenti tra cui l'Independent Spirit Award per il miglior film d'esordio e una candidatura al premio Oscar per la migliore sceneggiatura originale. Nel 2013 ottiene altri riconoscimenti internazionali per All Is Lost - Tutto è perduto, film privo di dialoghi che vede Robert Redford come unico interprete. Il film è stato presentato fuori concorso al Festival di Cannes 2013. Nel 2014 dirige Oscar Isaac e Jessica Chastain in 1981: Indagine a New York.

### Vita privata
Dal 2004 è sposato con la pittrice Mary Cameron Goodyear e la coppia ha due figli.

## Filmografia

### Regista
- Despacito (2004) – cortometraggio
- Margin Call (2011)
- All Is Lost - Tutto è perduto (All is Lost) (2013)
- 1981: Indagine a New York (A Most Violent Year) (2014)
- Triple Frontier (2019)
- Kraven - Il cacciatore (Kraven the Hunter) (2024)

### Sceneggiatore
- Despacito (2004) – cortometraggio
- Margin Call (2011)
- All Is Lost - Tutto è perduto (All is Lost) (2013)
- Making a Scene (2013) – cortometraggio
- 1981: Indagine a New York (A Most Violent Year) (2014)
- Triple Frontier (2019)

## Premi e riconoscimenti
- 2012 - Premio Oscar
  - Nomination Miglior sceneggiatura originale per Margin Call
- 2012 - Independent Spirit Awards
  - Miglior film d'esordio per Margin Call
  - Miglior sceneggiatura d'esordio per Margin Call
  - Premio Robert Altman per Margin Call
- 2014 - Independent Spirit Awards
  - Nomination Miglior regista per All Is Lost - Tutto è perduto
- 2011 - National Board of Review of Motion Pictures
  - Miglior regista esordiente per Margin Call